# The Binding of Isaac
The Binding of Isaac es un videojuego roguelike de acción y aventura diseñado por los desarrolladores independientes Edmund McMillen y Florian Himsl. Fue lanzado en 2011 para Microsoft Windows, luego se portó a OS X y Linux. El título y la trama del juego están inspirados en la Bíblica historia de la Encuadernación de Isaac. En el juego, la madre de Isaac recibe un mensaje de Dios exigiendo la vida de su hijo como prueba de su fe, e Isaac, temiendo por su vida, huye al sótano lleno de monstruos de su casa, donde debe luchar para sobrevivir. Los jugadores controlan a Isaac o a uno de los otros 6 personajes desbloqueables a través de una mazmorra de generada por procedimientos de una manera roguelike, a partir de los de The Legend of Zelda, derrotando a los monstruos en combate en tiempo real mientras recogen objetos y potenciadores para derrotar a jefes y, finalmente, a la madre de Isaac.
El juego fue el resultado de una game jam de una semana de duración entre McMillen y Himsl para desarrollar un roguelike inspirado en "The Legend of Zelda" que permitió a McMillen mostrar sus sentimientos sobre los aspectos positivos y negativos de la religión que había llegado a descubrir de los conflictos entre sus familiares católicos y nacidos de nuevo mientras crecía. McMillen había considerado el título como un riesgo, pero uno que podía asumir después del éxito financiero de Super Meat Boy, y lo lanzó sin mucha fanfarria a Steam en septiembre de 2011, sin esperar muchas ventas. El juego pronto ganó popularidad en parte como resultado de varios vídeos Let's Play que muestran el título. McMillen y Himsl lanzaron una expansión Wrath of the Lamb en mayo de 2012, pero se limitaron a una mayor expansión debido a limitaciones con la plataforma Flash. Habían comenzado a trabajar con Nintendo en 2012 para lanzar una versión 3DS, pero Nintendo más tarde se retiró del acuerdo, citando controversia sobre los temas religiosos del juego.
El desarrollador Nicalis trabajó con McMillen en 2014 para completar una nueva versión del juego, The Binding of Isaac: Rebirth, trayendo características adicionales que McMillen había planeado que excedían la limitación de Flash, así como para mejorar los gráficos del juego y habilitar puertos para otros sistemas más allá de las computadoras personales, incluyendo PlayStation 4 y Vita, Xbox One, Wii U, Nintendo 3DS y Nintendo Switch. Este remake ha sido comúnmente citado como uno de los mejores juegos roguelike de todos los tiempos.
McMillen trabajó más tarde con James Id para desarrollar The Legend of Bum-bo, que sirve como precuela de The Binding of Isaac.
The Binding of Isaac ha sido bien recibido, y los críticos elogian la naturaleza roguelike del juego para fomentar repeticiones. En julio de 2014, McMillen informó que se habían vendido más de 3 millones de copias. Se ha dicho que el juego contribuye a un renovado interés en el género roguelike tanto de los jugadores como de los desarrolladores.

## Ambientación
Inspirado en la historia bíblica de Isaac, el protagonista y su madre viven felizmente en una pequeña casa en una colina, con Isaac dibujando y jugando con sus juguetes, a la vez que su madre ve transmisiones cristianas en la televisión. La madre de Isaac escucha entonces “una voz superior” que afirma la corrupción de su hijo por el pecado, necesitando una salvación. Por ello su madre le quita sus juguetes, fotos, consola de juego e incluso sus ropas en un intento de salvarle del pecado.
La voz habla una vez más a la madre, incitándola a separar a su hijo de todo lo que está mal en el mundo, con lo que encierra a Isaac en su habitación, hasta que la voz habla una última vez, cuestionando la devoción de la madre y exigiendo el sacrificio de su hijo. Ésta agarra un cuchillo de cocina y camina hacia la habitación de Isaac. El protagonista, al verla a través de la cerradura, entra en pánico y se arroja a una trampilla bajo la alfombra que lo lleva al sótano. Allí se encontrará con hordas de enemigos perturbadores creados por su propia mente traumatizada, y deberá abrirse paso a través de ellos para avanzar a los siguientes pisos hasta derrotar a los jefes finales y así librarse de sus culpas, miedos, pecados y proyecciones negativas.

## Desarrollo del videojuego
The Binding of Isaac fue desarrollado por Edmund McMillen: el impulso detrás del proyecto era crear un juego que se sintiera fresco y nuevo cada vez que alguien lo jugara. Esto se hizo mediante la integración de un marco roguelike al juego, con muertes permanentes y mazmorras generadas aleatoriamente. El juego contiene seis capítulos que abarcan nueve niveles.
Los controles del juego son ideales para un doble joystick, pero no es compatible de forma nativa con gamepads o joysticks. En lugar de ello, se emplea el teclado.
Actualmente el juego está disponible para PC, Mac, Xbox One, PlayStation VITA, 3DS, WiiU, Nintendo Switch y PS4, además de una versión exclusiva de iOS la cual es un poco más recortada.

## Jugabilidad
El jugador controla a Isaac: un niño que constantemente llora y usa estas lágrimas como forma de ataque, y deberá derrotar a los enemigos de cada piso para enfrentarse a un jefe final en cada uno de ellos. A lo largo de la travesía, el jugador dispondrá de diversos objetos recolectables que lo ayudarán a mejorar sus estadísticas; además de llaves, bombas, monedas, cartas, píldoras y trinkets que le serán de utilidad para generar efectos aleatorios, cambiar sus estadísticas, abrir puertas, cofres, o comprar objetos.

## Personajes
El juego cuenta con un total de 34 personajes jugables, de los cuales 11 son del juego original y 23 vienen de parte de los DLCs. A excepción de Isaac, el resto de personajes se desbloquean consiguiendo diferentes logros o realizando ciertos rituales que llevan a su obtención. En realidad, todos los personajes son una representación del mismo Isaac. Cada personaje cuenta con una forma alternativa que se desbloquea de manera especial.
- Isaac: es el personaje inicial del juego, el niño que ha distorsionado su propia realidad por los abusos de su madre y el trauma del abandono de su padre, y deberá liberarse a sí mismo en este recorrido.
- Magdalene: Isaac con pelo largo rubio, adoptando forma femenina. Es la representación de las tendencias travestis de Isaac, según lo visto en una de sus pesadillas
- Caín: es la representación de Isaac quien se ve a sí mismo como un ladrón o un embaucador. Lleva un ojo dañado, por lo que sólo puede disparar por su ojo derecho.
- Judas: Isaac visto a sí mismo como un traidor, como alguien alejado de la gracia de Dios.
- ???: Representa la muerte por asfixia de Isaac al estar encerrado dentro del cofre.
- Eve Añadida en la actualización de Halloween : Isaac representado como portador del pecado original, pues es así como lo ve su madre.
- Samson Añadido en la expansión "Wrath of The Lamb" : Isaac visto a sí mismo como un guerrero con fuerza de voluntad, que debe derrotar los males que lo aquejan.
- Azazel Añadido en la versión completa "The Binding of Isaac: Rebirth": Como se ve Isaac pensando que está corrupto por el pecado.
- Lazarus Añadido en la versión completa "The Binding of Isaac: Rebirth": Una referencia a la Biblia, el Lázaro de Betania
- Eden Añadido en la versión completa "The Binding of Isaac: Rebirth": Una referencia bíblica, refiriéndose al Edén, el inicio de la creación.
- The lost Añadido en la versión completa "The Binding of Isaac: Rebirth": Es el alma de Isaac que no pudo encontrar la manera de ir a la otra vida.
- Lilith Añadida en el contenido descargable "The Binding of Isaac: Afterbirth": Una referencia bíblica, que se refiere a Lilit, la primera esposa de Adán y la primera mujer creada.
- Keeper Añadido en una actualización en el contenito descargable "The Binding of Isaac: Afterbirth": Se relaciona con la avaricia y el padre de Isaac, que se le asocia mucho con esta en la historia.
- Apollyon Añadido en el contenido descargable "The Binding of Isaac: Afterbirth+": Representa al demonio Abadón, se le asocia con la destrucción y el vacío
- The forgotten Añadido en una actualización del contenido descargable "The Binding of Isaac: Afterbirth+": Es el cuerpo de Isaac, ya descompuesto que su madre encuentra dentro del cofre en el que se esconde.
- Bethany Añadida en el contenido descargable "The Binding of Isaac: Repeantance": Referencia bíblica sobre Betania.
- Jacob & Esau Añadida en el contenido descargable "The Binding of Isaac: Repeantance": Referencia bíblica sobre Esaú y Jacob.

Todos estos personajes tienes sus variaciones "Tainted".

## Actualizaciones Mayores
V0.4 "Hallowen Update" una actualización gratuita lanzada a través de Steam el 31 de octubre de 2011, añade un capítulo adicional nuevo (Sheol), 3 nuevos jefes, 4 nuevos enemigos, 20 ítems nuevos, una nueva personaje desbloqueable (Eve), un nuevo final entre otros cambios y corrección de errores.
V0.7 "Christmas Update" una actualización gratuita lanzada a través de Steam en diciembre de 2011, añade a un jefe nuevo (Krampus), un ítem nuevo y un logro nuevo.
V1.666 "Eternal Edition" una actualización gratuita lanzada a través de Steam el 5 de mayo de 2015 a todos los que posean el juego base y su dlc "Wrath of The Lamb" fue desarrollado en su totalidad por el programador del juego Florian Himsl, añade un nuevo modo difícil, nuevos logros, un nuevo trinket, varios cambios de balance y corrección de errores.

## Expansiones
The Wrath of The Lamb fue lanzado a través de Steam el 28 de mayo de 2012. La expansión añade más de 100 objetos, 5 nuevos desafíos, un nuevo final definitivo y más secretos.
The Binding of Isaac: Rebirth fue lanzado el 4 de noviembre de 2014. y está disponible a través de Microsoft Windows, OS X, GNU / Linux, PlayStation 4, PlayStation Vita, Wii U, New Nintendo 3DS, Xbox One y Nintendo Switch. Remake del juego que incluye más de 150 nuevos objetos, gráficos de 16 bits y nuevos desafíos, personajes habitaciones y jefes.